# 北朱提郡
北朱提郡，中国南北朝时设置的郡。
南齐分朱提郡北部置北朱提郡，属宁州。治所在今云南永善县境。辖境约当今云南省永善县、大关县等地。下辖河阳县、义城县。与南朱提郡、東朱提郡相区别称之为北朱提郡。南朝梁废北朱提郡，与南朱提郡、東朱提郡合并为朱提郡。